# Ptrace
ptrace é uma chamada de sistema encontrada no Unix e em vários sistemas operacionais do tipo Unix. Usando o ptrace (o nome é uma abreviação de "process trace", em português "rastreamento de processos"), um processo pode controlar o outro, permitindo que o controlador inspecione e manipule o estado interno de seu destino. O ptrace é usado por depuradores e outras ferramentas de análise de código, principalmente como auxílio ao desenvolvimento de software.

## Usos
O ptrace é usado por depuradores (como o gdb e o dbx), rastreando ferramentas como strace e ltrace e ferramentas de cobertura de código. O ptrace também é usado por programas especializados para corrigir programas em execução, para evitar erros não corrigidos ou para superar os recursos de segurança. Ele também pode ser usado como uma sandbox e como um simulador de ambiente de tempo de execução (como emular o acesso à raiz para software não-root).